# José López Pérez (escultor)
José López Navarro, o como él mismo firmaba con los apellidos paternos, José López Pérez (Caravaca de la Cruz, 1735/1737-1781) fue un escultor barroco, creador de una escuela de imaginería que perduró durante todo el siglo XVIII con epicentro en su localidad natal.
Perteneciente a familia de escultores: tanto su padre Ginés López Pérez, y su hijo Felipe López Pérez, compartieron su profesión. Entró a formar parte del taller de Francisco Salzillo en el año 1752, permaneciendo tras su formación en el taller de Murcia, hasta su establecimiento por libre en Caravaca de la Cruz. Es junto Roque López el único discípulo de Salzillo documentado. Fue así mismo maestro de Marcos Laborda  y Francisco Fernández Caro.

## Obra
Su obra es en gran parte desconocida, habiéndose confirmado recientemente su mano detrás de varias obras significativas:

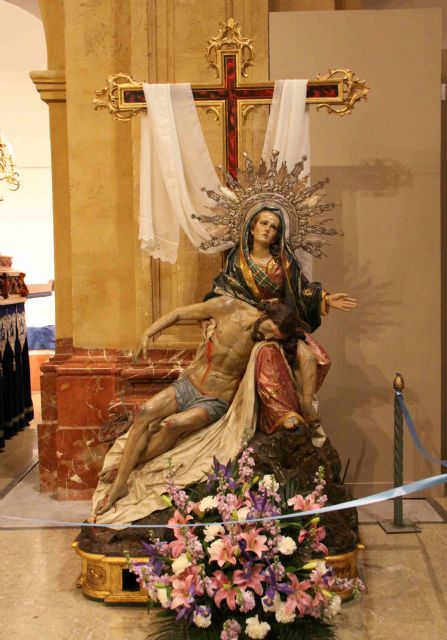
Virgen de las Angustias. Iglesia de El Salvador (Caravaca de la Cruz)

- Retablo mayor de la Iglesia de Nuestra Señora de la Asunción de Moratalla (desaparecido).
- Cúpula de la Iglesia de la Asunción de Molina de Segura.
- San Juan Bautista, 1767. Iglesia del Campo de San Juan (Moratalla).
- Retablo mayor de la Iglesia de San José (Carmelitas Descalzas) de Caravaca (parcialmente expoliado).
- San José y el Niño. Iglesia de San José de Caravaca. (desaparecido). Se conserva un boceto en colección particular.
- Virgen de las Angustias (1769-1769). Iglesia de El Salvador de Caravaca.
- Cristo del Prendimiento (1770). Iglesia de El Salvador de Caravaca. Ideado como paso procesional con varias figuras, actualmente solo se conserva el Cristo.
- Inmaculada (1775). Iglesia de San Francisco de Lorca.
- Posibilidad alta de autoría, por similitud con la anterior imagen citada, de dos imágenes de la Virgen Inmaculada en la Iglesia de El Salvador y en la Iglesia-Convento de Santa Clara de Caravaca.
- Otras posibles atribuciones: San Antonio (1765-1768), y retablo de San Pedro (1770-1775), ambos en la Iglesia de El Salvador de Caravaca.